# Volo Angara Airlines 200
Il volo Angara Airlines 200 era un volo di linea nazionale dall'aeroporto di Ulan-Ude all'aeroporto di Nižneangarsk, in Russia. Il 27 giugno 2019, un Antonov An-24RV operante il volo ha subito un guasto al motore mentre era in rotta verso la destinazione. All'atterraggio a Nižneangarsk, l'aereo è uscito la pista e si è scontrato con un edificio. Tutti e 43 i passeggeri sono sopravvissuti allo schianto mentre due dei quattro membri dell'equipaggio, il pilota e l'ingegnere di volo, sono rimasti uccisi.

## L'aereo
Il velivolo coinvolto nell'incidente era un Antonov An-24RV, numero di registrazione RA-47366, numero di serie 77310804. L'aereo aveva 42 anni, e aveva volato per la prima volta nel 1977.

## L'incidente
Il volo 200 era in rotta quando si è verificato un guasto al motore sinistro. L'aereo, durante l'atterraggio all'aeroporto di Nižneangarsk alle 10:20 ora locale (02:20 UTC), è uscito di pista e si è scontrato con un edificio appartenente a una rete fognaria. Due delle 47 persone a bordo sono rimaste uccise e 22 ferite. L'aereo è stato danneggiato irreparabilmente dall'incidente e dall'incendio divampato dopo lo schianto.

## Le indagini
L'Interstate Aviation Committee (MAK) ha avviato un'indagine sull'incidente. È stata inoltre avviata un'indagine penale separata.
L'interim report è stato rilasciato il 5 giugno 2020. Gli investigatori hanno appurato che scendendo a 10 000 piedi (3 000 m) a circa 34 miglia nautiche (63 km) dall'aeroporto, il motore sinistro si è guastato a causa della riduzione della pressione dell'olio. Il comandante ha preso il controllo dell'aeromobile, ha disinserito l'autopilota e ha verificato la messa in bandiera automatica del propulsore. L'aeromobile ha proseguito l'avvicinamento ed è atterrato sulla pista 23, ma ha iniziato a deviare a destra dopo l'atterraggio, è uscito dalla pista, ha attraversato la recinzione dell'aeroporto, si è scontrato con un edificio e ha preso fuoco. L'assistente di volo ha evacuato i passeggeri attraverso le uscite posteriori. Il primo ufficiale non è riuscito a salvare il comandante e l'ingegnere di volo che erano intrappolati e non hanno mostrato alcun segno di vita. Il primo ufficiale è uscito attraverso il portello di emergenza anteriore sinistro.